# Trailbreaker
Trailbreaker es un personaje de ficción del mundo de Transformers.

## Ficha Técnica
| Rango            | 5                                                           |
| Afiliación       | Autobots                                                    |
| Transformación   | Camión Cybertroniano, 1968 Toyota Hilux Cobra Stinger       |
| Lema             | "Un Autobot es tan bueno como el combustible en su tanque." |
| Estado           | Vivo                                                        |
| Fuerza           | 8                                                           |
| Inteligencia     | 8                                                           |
| Velocidad        | 4                                                           |
| Resistencia      | 9                                                           |
| Potencia de tiro | 7                                                           |
| Destreza         | 5                                                           |
| Labor            | Soldado                                                     |
|                  |                                                             |

## Generación 1
Trailbreaker es dentro de los Autobots uno de los de mejor ánimo y optimismo a pesar de que en caso de ataques Decepticons, las cosas para el son muy adversas.
Su mayor habilidad es poseer un campo de fuerza el cual consiste en una barrera el cual es prácticamente impenetrable y además una excelente aislante térmico. Montado detrás de la cabeza, Trailbreaker lleva una emisora de radio que puede transmitir señales en 64 frecuencias simultáneamente y con frecuencia lo utiliza para interferir las comunicaciones de los decepticons. Su principal debilidad es que es el autobot que más combustible consume y su lentitud de movimiento lo que lo hace invulnerable de cierta forma y su modo alterno es un Grúa Toyota Hilux color Plomo.
Trailbreaker fue uno de los más fuertes Autobots en las batallas, después de la batalla del año 2005 hizo cortas y breves apariciones.